# Systematische kwalitatieve vergelijkende analyse
Systematische kwalitatieve vergelijkende analyse (Qualitative Comparative Analysis, QCA) is een techniek voor data-analyse die gebruik maakt van datareductie via booleaanse algebra. Het is ontwikkeld door Charles Ragin die zocht naar een vergelijkende methode tussen kwantitatief onderzoek en kwalitatief onderzoek in.

## Kracht en beperkingen van kwantitatief en kwalitatief onderzoek
Kwantitatief onderzoek maakt veelal gebruik van statistiek. Dit heeft grote aantallen nodig om generalisering mogelijk te maken. Die aantallen zijn echter niet altijd voorhanden in onder meer de sociale wetenschappen. Dat kan leiden tot aanpassing van een relatief specifieke onderzoeksvraag (bijvoorbeeld naar verschillende soorten opstanden) naar een algemenere (bijvoorbeeld variaties van politieke instabiliteit) om zo meer data beschikbaar te krijgen. Dit wordt versterkt bij de veelal complexe systemen die onderzocht worden in de sociale wetenschappen waar meerdere variabelen van belang zijn. Binnen de multivariate statistiek zijn daarvoor diverse technieken ontworpen, maar voor niet alle variabelen is dan altijd de steekproefomvang voldoende groot. Om die voldoende groot te krijgen, moeten variaties binnen een populatie verwaarloosd worden. Deze manier van generaliseren werkt abstracte verklaringen in de hand die weinig historische adequaatheid bevatten. Historische afwijkingen zijn daarbij moeilijk in te passen in de generaliseringen. Ook betekent een gevonden correlatie niet noodzakelijk een causaal verband. Correlatie is geen bewijs van causaliteit, al kan het daar wel een aanwijzing voor zijn.
Kwalitatief onderzoek is met vooral casestudies beperkt tot een klein aantal casussen. Hierdoor is er meer ruimte voor historische specificiteit, complexiteit en heterogeniteit die veelal aanwezig is in de sociale wetenschappen. Niet alleen de vragen wat, waar, wanneer en wie kunnen daarmee beantwoord worden, maar ook waarom en hoe. De holistische benadering kan daarmee tot een beter begrip van de causale verbanden leiden. Die causale verbanden kunnen ook geanalyseerd worden als knooppunten van wisselende omstandigheden, waarbij in het ene geval de aanwezigheid van een bepaalde omstandigheid een zeker gevolg heeft, terwijl datzelfde gevolg in combinatie met diezelfde omstandigheid juist niet optreedt. Generaliseringen uit dit kleine aantal casussen zijn echter gevoelig voor de keuzes van casussen die een onderzoeker maakt en die de uitkomst kunnen kleuren. Grotere aantallen zijn niet goed te verwerken in dit soort studies. Ook kunnen zonder systematische aanpak combinaties van omstandigheden over het hoofd worden gezien.

## Techniek

### Opstellen van casussen, factoren en hypotheses
Voorafgaand aan het toepassen van de booleaanse technieken moet worden vastgesteld wat de casussen zijn en wat daarin de bepalende factoren zijn. Dit vergt een theoretisch proces waarbij een of meerdere hypotheses gebruikt kunnen worden.

### Waarheidstabel
| Combinatie                                                                                                   | Condities | Condities | Condities |   | Uitkomst |  | Aantal |
| Combinatie                                                                                                   | A         | B         | C         |   | Uitkomst |  | Aantal |
| --- | --------- | --------- | --------- | - | -------- |  | ------ |
| 1 | 0         | 0         | 0         |   | 0        |  | 9      |
| 2 | 1         | 0         | 0         | 1 | 2        |  |        |
| 3 | 0         | 1         | 0         | 1 | 3        |  |        |
| 4 | 0         | 0         | 1         | 1 | 1        |  |        |
| 5 | 1         | 1         | 0         | 1 | 2        |  |        |
| 6 | 1         | 0         | 1         | 1 | 1        |  |        |
| 7 | 0         | 1         | 1         | 1 | 1        |  |        |
| 8 | 1         | 1         | 1         | 1 | 3        |  |        |
| A: Conflict tussen oudere en jongere officieren B: Dood van machtige dictator C: Onvrede van CIA over regime |           |           |           |   |          |  |        |

Van daaruit wordt een waarheidstabel opgesteld waarbij voor de verschillende casussen voor de bepalende factoren en de uitkomst waarheidswaardes worden ingevuld. In zijn meest eenvoudige vorm zijn die waardes voor onafhankelijke en afhankelijke variabelen waar of 1 en onwaar of 0. In het geval van een waarheidstabel met vier condities zoals hiernaast zijn er 23 = 8 mogelijke combinaties van condities.
Achter deze onafhankelijke variabelen wordt dan de afhankelijke variabele geplaatst. Dit kan problematisch zijn als er bij die combinaties van condities een gelijk aantal uitkomsten waar en onwaar zijn. Het aantal daarachter hoeft niet toegevoegd te worden, maar geeft aan dat elke rij een optelsom van casussen is.

### Optelling en vermenigvuldiging
Vervolgens kan een vereenvoudiging van de tabel beginnen met booleaanse optelling (OR) en booleaanse vermenigvuldiging (AND). Daarbij geeft een hoofdletter aan dat een conditie waar is en een kleine letter dat deze onwaar is. Omdat de uitkomst van casus 1 onwaar is, wordt de optelling dan:
F = 2 + 3 + 4 + 5 + 6 + 7 + 8
Als daarna de condities hierin vermenigvuldigd worden, dan volgt de primitieve (niet-gereduceerde) vergelijking:
F = Abc + aBc + abC + ABc + AbC + aBC + ABC
In dit geval is van alle mogelijke logische combinaties informatie beschikbaar, maar dat is niet altijd zo, ook omdat een experimentele opzet in de sociale wetenschappen veelal niet mogelijk is. Uit de eerste vier rijen in de waarheidstabel zou de conclusie getrokken kunnen worden dat de aanwezigheid van elke enkele conditie een voldoende voorwaarde is. De afwezigheid van een conditie heeft in booleaanse analyse echter hetzelfde gewicht als de aanwezigheid daarvan. Zo zou bemoeienis van de CIA tot gevolg kunnen hebben dat de oudere en jongere officieren hun geschil bijleggen om de dreiging van buiten te weerstaan. In dat geval zouden ABC + AbC niet tot omverwerping leiden, hoewel de enkele voorwaarden zonder de ander voldoende voorwaarde waren.

### Minimalisering
De primitieve vergelijking is een complexe manier om een complexe situatie te beschrijven. Deze vergelijking kan echter vereenvoudigd worden aan de hand van enkele reductieregels. Zo kan bij twee uitdrukkingen die hetzelfde resultaat opleveren waarbij slechts een conditie verschilt, die conditie als irrelevant beschouwd worden. Door deze te verwijderen ontstaat een eenvoudigere gecombineerde uitdrukking. Zo kunnen de rijen met een enkele oorzaak gecombineerd worden met de rijen met twee oorzaken:
Abc met ABc wordt Ac
Abc met AbC wordt Ab
aBc met ABc wordt Bc
aBc met aBC wordt aB
abC met AbC wordt bC
abC met aBC wordt aC
De rijen met twee oorzaken kunnen gecombineerd worden met de rij met drie oorzaken:
ABc met ABC wordt AB
AbC met ABC wordt AC
aBC met ABC wordt BC
Dit kan verder gereduceerd worden tot:
Ac met AC wordt A
Ab met AB wordt A
Bc met BC wordt B
aB met AB wordt B
bC met BC wordt C
aC met AC wordt C
De uiteindelijke gereduceerde uitdrukking wordt dan:
F = A + B + C
In dit geval was dit al vrij duidelijk uit de waarheidstabel, maar bij meer gecompliceerde uitdrukkingen is dat niet zonder meer het geval.

### Implicatie
| Combinatie                                                                    | Condities | Condities | Condities |   | Succes |  | Aantal |
| Combinatie                                                                    | A         | B         | C         | S |        |  | Aantal |
| ----------------------------------------------------------------------------- | --------- | --------- | --------- | - | ------ |  | ------ |
| 1                                                                             | 1         | 0         | 1         |   | 1      |  | 6      |
| 2                                                                             | 0         | 1         | 0         | 1 | 5      |  |        |
| 3                                                                             | 1         | 1         | 0         | 1 | 2      |  |        |
| 4                                                                             | 1         | 1         | 1         | 1 | 3      |  |        |
| 5                                                                             | 1         | 0         | 0         | 0 | 9      |  |        |
| 6                                                                             | 0         | 0         | 1         | 0 | 6      |  |        |
| 7                                                                             | 0         | 1         | 1         | 0 | 3      |  |        |
| 8                                                                             | 0         | 0         | 0         | 0 | 4      |  |        |
| A: Groeiende productmarkt B: Dreiging van steunstakingen C: Grote stakingskas |           |           |           |   |        |  |        |

Logische implicatie kan ook gebruikt worden om een primitieve uitdrukking te minimaliseren. Implicatie houdt in dat de tweede term deel uitmaakt van de eerste term. Als bijvoorbeeld A staat voor economisch afhankelijke landen, B voor de aanwezigheid van zware industrie en C voor centraal gecoördineerde economieën, dan staat Abc voor alle afhankelijke landen die niet over zowel centraal gecoördineerde economieën als zware industrie beschikken. Abc maakt deel uit van alle afhankelijke landen A en impliceert dus Abc.
Voor succesvolle stakingen zoals gegeven in de waarheidstabel hiernaast is de primitieve uitdrukking:
S = AbC + aBc + ABc + ABC
De eerste minimalisering is dan:
ABC met AbC wordt AC
ABC met ABc wordt AB
ABc met aBc wordt Bc
S = AC + AB + Bc
Deze hoofdimplicanten kunnen elkaar nog echter overlappen. Om dit te achterhalen, kunnen de hoofdimplicanten uitgezet worden in een matrix met de primitieve uitdrukkingen:
|                    |     | Primitieve uitdrukkingen | Primitieve uitdrukkingen | Primitieve uitdrukkingen | Primitieve uitdrukkingen |
| ABC                | AbC | ABc                      | aBc                      |                          |                          |
| ------------------ | --- | ------------------------ | ------------------------ | ------------------------ | ------------------------ |
| Hoofd- implicanten | AC  | X                        | X                        |                          |                          |
| Hoofd- implicanten | AB  | X                        |                          | X                        |                          |
| Hoofd- implicanten | Bc  |                          |                          | X                        | X                        |

Hieruit blijkt dat alle vier primitieve uitdrukkingen al worden uitgedrukt met:
S = AC + Bc
Deze laatste stap maakt de uitdrukking minimaal, maar is niet altijd gewenst. Als een onderzoek zich toespitst op AB – succesvolle stakingen in een groeiende productmarkt in combinatie met de dreiging van steunstakingen – dan kan dit reden zijn om niet zover te minimaliseren. Juist deze overdeterminering kan dan reden zijn om hier meer aandacht aan te besteden.
Er zijn verschillende methodes om deze vereenvoudiging uit te voeren. Het Karnaugh-diagram is een visuele methode, terwijl het Quine-McCluskey-algoritme bewerkelijker is, maar beter toepasbaar voor veel condities. Met de methode van Petrick kan de matrix met hoofdimplicanten geminimaliseerd worden.

### Wetten van De Morgan
Niet alleen de positieve uitkomsten, maar ook de negatieve kunnen worden geanalyseerd. Hiervoor hoeft niet opnieuw een waarheidstabel te worden gemaakt, maar kunnen de wetten van De Morgan worden toegepast op de positieve uitkomst. Condities die daarin aanwezig waren, worden nu afwezig gecodeerd en andersom. Daarnaast wordt van de logische AND een logische OR gemaakt en andersom. In het geval van de succesvolle stakingen wordt S = AC + Bc dan:
s = (a + c) (b + C)
s = ab + aC + bc

### Noodzakelijke en voldoende voorwaarde
In tegenstelling tot statistische analyses is bij booleaanse analyse eenvoudig vast te stellen welke voorwaarden noodzakelijke zijn en welke voldoende. Mogelijke combinaties van voldoende en noodzakelijk zijn: 
| S = AC + Bc | Geen enkele conditie is noodzakelijk, omdat niet elke conditie in elke term voorkomt. Ook is geen enkele conditie voldoende, omdat alle termen meerdere condities bevatten |
| S = AC + BC | Hier is C noodzakelijk, maar niet voldoende |
| S = A + Bc  | Hier is A voldoende, maar niet noodzakelijk |
| S = B       | Hier is B zowel voldoende als noodzakelijk |

### Factorisatie
Factorisatie of het ontbinden in factoren kan duidelijk maken welke condities noodzakelijk zijn en welke condities equivalent zijn. Zo kan:
S = AB + AC + AD
ontbonden worden in:
S = A (B + C + D)
Hier is A een noodzakelijke conditie en zijn B, C en D in combinatie met A equivalent.
Het ontbinden van factoren kan een uitdrukking verhelderen, zelfs als deze bewerking de uitdrukking niet simpeler maakt. Zo kan:
S = abc + AbC + abd + E
ontbonden worden in:
S = a (bc + bd + E) + A (bC + E)
Hierin wordt duidelijk dat de context waarin A met andere condities optreedt een tegengesteld effect heeft.

## Praktische toepassingen
In de sociale wetenschappen is de data veelal niet zo compleet en eenduidig als in de eerder gegeven voorbeelden.

### Beperkte diversiteit
| Combinatie                                                                                | Condities | Condities | Condities |   | Uitkomst |  | Aantal |
| Combinatie                                                                                | A         | B         | C         |   | Uitkomst |  | Aantal |
| ----------------------------------------------------------------------------------------- | --------- | --------- | --------- | - | -------- |  | ------ |
| 1                                                                                         | 0         | 0         | 0         |   | 0        |  | 5      |
| 2                                                                                         | 0         | 0         | 1         | 1 | 3        |  |        |
| 3                                                                                         | 0         | 1         | 0         | 0 | 7        |  |        |
| 4                                                                                         | 0         | 1         | 1         | 1 | 8        |  |        |
| 5                                                                                         | 1         | 0         | 0         | 0 | 9        |  |        |
| 6                                                                                         | 1         | 0         | 1         | 1 | 4        |  |        |
| 7                                                                                         | 1         | 1         | 0         | ? | 0        |  |        |
| 8                                                                                         | 1         | 1         | 1         | ? | 0        |  |        |
| A: Etnische ongelijkheid B: Gecentraliseerde overheid C: Erosie van etnische instellingen |           |           |           |   |          |  |        |

In tegenstelling tot bij experimentele onderzoeken, komen in werkelijkheid niet alle mogelijke combinaties ook altijd voor. Zo zijn er geen landen in Zuid-Amerika die niet katholiek zijn. Dit geeft enerzijds waardevolle informatie over het verloop van de geschiedenis en onder meer de padafhankelijkheid daarin. Anderzijds beperkt het echter de mogelijkheid om causale verbanden te onderzoeken.
Zo is de primitieve uitdrukking van uitkomst van de waarheidstabel hiernaast:
F = abC + aBC + AbC
Wat na minimalisering wordt:
F = C
In dit geval mist echter data over de uitkomst van ABC. De mogelijkheid bestaat dat de gelijktijdige aanwezigheid van etnische ongelijkheid en een gecentraliseerde overheid juist voorkomt dat de erosie van etnische instellingen tot gevolg heeft dat er etnische politieke partij gevormd worden. Dan zou de uitdrukking eruitzien als:
F = aC + bC
De mate van diversiteit kan uitgedrukt worden door niet de uitkomst, maar de aanwezigheid van combinaties uit te drukken. In het geval van de tabel over het ontstaan van etnische politieke partijen wordt dit:
F = a + b
Alle bestaande combinaties gaan dus gepaard met de afwezigheid van etnische ongelijkheid en/ of erosie van etnische instellingen. Hoe kleiner het aantal hoofdimplicanten, hoe groter de diversiteit.
Met de wetten van De Morgan wordt dit:
f = AB
De niet-bestaande combinaties zijn dus etnische ongelijkheid in combinatie met de erosie van etnische instellingen. Met een booleaanse analyse kan zo duidelijker worden dat er sprake is van beperktere diversiteit dan veelal het geval is met statistische analyse.
| Combinatie                                                                                                   | Condities | Condities | Condities | Condities |    | Aantal |   | Aanwezig |  | Uitkomst |
| Combinatie                                                                                                   | A         | B         | C         | D         | P  | Aantal | R |          |  |          |
| --- | --------- | --------- | --------- | --------- | -- | ------ | - | -------- |  | -------- |
| 1 | 0         | 0         | 0         | 0         |    | 4      |   | 1        |  | 0        |
| 2 | 0         | 0         | 0         | 1         | 10 | 1      | 0 |          |  |          |
| 3 | 0         | 0         | 1         | 0         | 0  | 0      | ? |          |  |          |
| 4 | 0         | 0         | 1         | 1         | 5  | 1      | 1 |          |  |          |
| 5 | 0         | 1         | 0         | 0         | 4  | 1      | 0 |          |  |          |
| 6 | 0         | 1         | 0         | 1         | 2  | 1      | 0 |          |  |          |
| 7 | 0         | 1         | 1         | 0         | 0  | 0      | ? |          |  |          |
| 8 | 0         | 1         | 1         | 1         | 4  | 1      | 1 |          |  |          |
| 9 | 1         | 0         | 0         | 0         | 10 | 1      | 0 |          |  |          |
| 10 | 1         | 0         | 0         | 1         | 0  | 0      | ? |          |  |          |
| 11 | 1         | 0         | 1         | 0         | 2  | 1      | 0 |          |  |          |
| 12 | 1         | 0         | 1         | 1         | 0  | 0      | ? |          |  |          |
| 13 | 1         | 1         | 0         | 0         | 0  | 0      | ? |          |  |          |
| 14 | 1         | 1         | 0         | 1         | 5  | 1      | 1 |          |  |          |
| 15 | 1         | 1         | 1         | 0         | 0  | 0      | ? |          |  |          |
| 16 | 1         | 1         | 1         | 1         | 9  | 1      | 1 |          |  |          |
| A: Boerentraditionalisme B: Commercialisering van landbouw C: Middelgrote boeren D: Afwezigheid van landadel |           |           |           |           |    |        |   |          |  |          |

Een complexer voorbeeld is de tabel hiernaast over oorzaken van boerenopstanden. Ook hier zijn niet alle mogelijke combinaties van oorzaken aanwezig. Voor de uitwerking van de minimale uitdrukking van uitkomsten R, kan al een uitdrukking van aanwezigheid P gemaakt worden:
P = abcd + abcD + abCD + aBcd + aBcD + aBCD + Abcd + AbCd + ABcD + ABCD
Met verschillende stappen voor minimalisering kan dit teruggebracht worden tot:
P = ac + aD + BD + Abd
Er zijn dus volgens deze tabel vier basisvormen van boerensamenlevingen:
- geen boerentraditionalisme en geen middelgrote boeren
- geen boerentraditionalisme en geen landadel
- commercialisering van landbouw en middelgrote boeren
- boerentraditionalisme, geen commercialisering van landbouw en geen landadel

Van deze basistypes zijn in de tabel meerdere gemengde vormen te vinden.
Met de wetten van De Morgan kan ook worden aangegeven welke boerensamenlevingen volgens dit onderzoek niet bestaan en waar de latere analyse van causale verbanden dus niet voor opgaat:
p = ABd + aCd + AbD + BCd
Aanname van geen opstanden in niet-bestaande samenlevingen
Boerenopstanden zijn een deelverzameling van boerensamenlevingen. Door aan te nemen dat de niet bestaande basisvormen van boerensamenlevingen geen opstanden zouden ondervinden, kan de ? veranderd worden in een 0. De primitieve uitdrukking voor de uitkomst wordt:
R = abCD + aBCD + ABcD + ABCD
Na minimalisering wordt de uitdrukking:
R = aCD + ABD
Daarbij is aCD uit R een deelverzameling van aD uit P en ABD uit R een deelverzameling van BD uit P. Slechts twee van de vier basistypes van boerensamenlevingen ondervinden dus opstanden. Beide termen bevatten conditie D, zodat de afwezigheid van landadel een noodzakelijke conditie lijkt te zijn voor opstanden. De aanwezigheid van boerentraditionalisme heeft in de twee samenlevingen echter juist een tegengesteld effect.
Aanname van opstanden in niet-bestaande samenlevingen
Door aan te nemen dat de niet bestaande basisvormen van boerensamenlevingen juist wel opstanden zouden ondervinden, wordt de uitdrukking voor de uitkomst:
R' = AB + CD
Dit is een superset van de eerdere deelverzameling R = aCD + ABD.
De aannames voor niet-bestaande uitkomsten maken expliciet de keuzes van de onderzoekers duidelijk, iets wat in casestudies veelal impliciet gedaan wordt en daarmee een punt van kritiek kan zijn.